# Olympische Winterspiele 1956/Teilnehmer (Chile)
| Gelbes Symbol für Goldmedaillen mit stilisierten Olympischen Ringen | Graues Symbol für Silbermedaillen mit stilisierten Olympischen Ringen | Braundes Symbol für Bronzemedaillen mit stilisierten Olympischen Ringen |
| ------------------------------------------------------------------- | --------------------------------------------------------------------- | ----------------------------------------------------------------------- |
| —                                                                   | —                                                                     | —                                                                       |

Chile nahm an den Olympischen Winterspielen 1956 in Cortina d’Ampezzo mit einer Delegation von vier männlichen Athleten teil. Drei von ihnen traten im Ski Alpin an. Hernan Oelkers wurde zwar ebenfalls als Teammitglied aufgelistet, trat aber nicht an.

## Teilnehmer nach Sportarten

### Ski Alpin
Herren:
- Arturo Hammersley
Riesenslalom: 79. Platz – 4:20,4 min
Slalom: 51. Platz – 5:02,9 min
- Sergio Navarrete
Riesenslalom: 78. Platz – 4:20,3 min
Slalom: DNF
- Vicente Vera
Abfahrt: 41. Platz – 4:25,4 min
Riesenslalom: 72. Platz – 4:10,6 min
Slalom: 44. Platz – 4:47,7 min

## Weblink
- Olympiamannschaft Chiles 1956 in der Datenbank von Sports-Reference (englisch; archiviert vom Original)